# Sivorepa čigra
Sivorepa čigra (Sterna virgata) je čigra južne hemisfere.
Ova morska ptica uglavnom se razmnožava u kolonijama na otočju Kerguelen. Međutim, manje kolonije također se nalaze na Otocima Princa Edvarda (tj. Otok princa Edwarda i Marion) i otočju Crozet. Ukupan broj jedinki je od 3500 do 6500 ptica, iako nema novijih podataka o glavnoj koloniji u Kerguelenu. Ove ptice ne obitavaju u samom Kerguelenu, već se gnijezde na otočićima gdje nema divljih mačaka. Za vrijeme lošeg vremena poznato je da napuštaju svoje kolonije.
Sivorepe čigre su među tipičnim čigrama najmanjeg dometa. Općenito ne lete daleko od obala blizu svojih mjesta razmnožavanja.
Ove ptice jedu ribu i morske beskralješnjake, posebno one koji se nalaze u ležištima morskih algi Macrocystis spp. Ponekad također love kukce na kopnu i love ribu iz rijeka na Kerguelenu.
Postoje dvije podvrste:
- S. v. mercuri (Voisin, 1971.) – Crozet i Otoci Princa Edwarda
- S. v. virgata (Cabanis, 1875) – Otočje Kerguelen